# Zelenčukskij rajon
Lo Zelenčukskij rajon (in russo Зеленчукский район?) è un municipal'nyj rajon della Repubblica autonoma della Karačaj-Circassia, in Caucaso. Istituito nel 1922 ha come capoluogo Zelenčukskaja e conta una popolazione di circa 50.000 abitanti ed una superficie di 2.931 chilometri quadrati.